# Li, Baoding
Li, även romaniserat Lihsien, är ett härad som lyder under Baodings stad på prefekturnivå i Hebei-provinsen i norra Kina. Det ligger omkring 170 kilometer sydväst om huvudstaden Peking